# Арапли (дем Доксат)
Арапли (на гръцки: Βαθυχώρι, Ватихори, катаревуса Βαθυχώριον, Ватихорион, до 1927 година Αραπλή, Арапли) е село в Гърция, част от дем Доксат на област Източна Македония и Тракия.

## География
Селото се намира в Драмското поле на 680 m надморска височина, на 15 km източно от град Драма, в подножието на Чалдаг.

## История

### В Османската империя
В началото на XX век Арапли е турско село в Драмска каза на Османската империя. Според Васил Кънчов („Македония. Етнография и статистика“) в 1900 година Арапли има 332 жители турци.

### В Гърция
След Междусъюзническата война в 1913 година селото попада в Гърция. 
След Лозанския договор (1923), сложил край на Гръцко-турската война турското население на Арапли се изселва в Турция и на негово място са настанени гърци бежанци от Турция. В 1928 година Арапли е чисто бежанско село със 114 бежански семейства и 489 души бежанци.
В 1927 година е прекръстено на Ватихори.
Населението произвежда жито, картофи, тютюн и други земеделски култури.
| Година    | 1913 | 1920 | 1928 | 1940 | 1951 | 1961 | 1971 | 1981 | 1991 | 2001 | 2011 | 2021 |
| --------- | ---- | ---- | ---- | ---- | ---- | ---- | ---- | ---- | ---- | ---- | ---- | ---- |
| Население | 481  | 369  | 577  | 609  | 627  | 570  | 281  | 269  | 239  | 275  | 208  | 148  |